# Bursa (stad)
Bursa of Boersa is een stad in Turkije, en hoofdstad van de gelijknamige provincie Bursa. In 2024 had de stad 3.238.618 inwoners, waarmee het de op-drie-na grootste stad van Turkije is; alleen Istanboel, Ankara en İzmir zijn groter. De laatste decennia van de twintigste eeuw is de stad enorm gegroeid, zowel wat betreft industrie als inwonertal.
Bursa was  tussen 1335 en 1363 de eerste grote en tweede hoofdstad van de Ottomaanse staat. In de Ottomaanse periode werd de stad Hüdavendigar (Ottomaans Turks: خداوندگار) genoemd, en had als bijnaam Yeşil Bursa (Groene Bursa). Deze bijnaam verwees naar de aanwezigheid van de vele parken en tuinen in de stad, en tegelijk naar de grote bossen van het omliggende gebied. 
In de omgeving bevindt zich  Uludağ, de hoogste berg rondom Bursa. Deze berg werd de Mysische Olympus genoemd door de Romeinen die daar eerder woonden. De mausoleums van de vroege Ottomaanse sultans zijn gevestigd in Bursa en de belangrijkste bezienswaardigheden van de stad zijn de bouwwerken die tijdens de Ottomaanse periode zijn gebouwd.  Bursa heeft ook thermale baden en diverse musea, waaronder een archeologisch museum. Verder staat Bursa bekend om enkele van de beroemdste Turkse gerechten zoals İskender, Kestane sekeri, perziken en Turks Fruit (lokum). Daarnaast zijn de historische steden als İznik (Nicaea), Mudanya en Zeytinbağı allemaal gelegen in de provincie Bursa.

## Geschiedenis
De stad is in de tweede eeuw v.Chr. gesticht door Prusias I, koning van Bithynië. Hij noemde de stad naar zichzelf: Proussa. Duizend jaar eerder was de regio echter ook al bewoond. De stad ging deel uitmaken van respectievelijk het Helleense Rijk, het Romeinse Rijk en het Byzantijnse Rijk.
Na de verovering van Bursa van de Osmanen in 1326 vestigt Orhan, de zoon van Osman, een onafhankelijke staat met Bursa als hoofdstad. Als gevolg hiervan kreeg de stad in de 14e eeuw te maken met een enorme groei. Na de verovering van Edirne (Adrianopel) in Oost-Thracië, veranderden de Ottomanen het in 1363 in de nieuwe hoofdstad, maar Bursa behield zijn spirituele en commerciële invloeden in het Ottomaanse Rijk. De Ottomaanse sultan Bayezid bouwde de Bayezid Külliyesi in Bursa tussen 1390 en 1395 en de Ulu Cami (Grote Moskee) tussen 1396 en 1400. Bursa bleef het belangrijkste administratieve en commerciële centrum in het rijk totdat Mehmed II in 1453 Constantinopel veroverde.
Tijdens de Ottomaanse periode bleef Bursa de grootste producent van de koninklijke zijdeproducten. Naast de lokale zijdeproductie importeerde de stad ruwe zijde uit Iran, en af en toe uit China, en was tot de 17e eeuw het belangrijkste productiecentrum voor de kussens, borduurwerk en andere zijdeproducten voor de Ottomaanse paleizen.
Na de oprichting van de Republiek Turkije in 1923, werd Bursa een van de industriële centra van het land. De economische ontwikkeling van de stad werd gevolgd door een enorme bevolkingsgroei, waardoor Bursa de 4e dichtstbevolkte stad werd in heel Turkije.
De stad is traditioneel een aantrekkelijk toevluchtsoord geweest. Het was een belangrijk centrum voor vluchtelingen van verschillende etnische achtergronden, die van de 19e tot de 20e eeuw vanuit de Balkan uit voormalige Ottomaanse gebieden in Europa immigreerden naar Anatolië. De meest recente immigratiegolf van Balkan Turken vond plaats in de jaren 40 tot de jaren 90 van de twintigste eeuw, toen het communistische regime in Bulgarije ongeveer 150.000 Bulgaarse Turken naar Turkije verdreef. Ongeveer een derde van deze 150.000 Bulgaarse Turkse vluchtelingen vestigden zich uiteindelijk in Bursa.

## Geografie
De stad ligt ten zuiden van Istanboel, aan de overzijde van de Zee van Marmara, in het Aziatische gedeelte van West-Turkije, maar niet ver van Europa. Het is de hoofdstad van de provincie Bursa en grenst aan Yalova in het noorden; Kocaeli en Sakarya in het noordoosten; Bilecik in het oosten; en Kütahya en Balıkesir in het zuiden.

## Cultuur
Bursa is een universiteitsstad: de Uludağ Universiteit bevindt zich hier. Daarnaast is Bursa een grote industriestad; de belangrijkste industrieën zijn de auto-industrie en de textielindustrie. Bursa is de grootste textielleverancier in Turkije; kleding is er dan ook zeer goedkoop te verkrijgen.
Op ongeveer 40 minuten rijden van Bursa kan men wintersporten, de bergen zijn er zeer geschikt om te skiën. Het skiseizoen loopt van november tot maart. De hoogte van de Olympusberg (Uludağ) maakt dat er vrijwel altijd sneeuw ligt.
Bursa is verder beroemd om de gesuikerde kastanjes en het handbeschilderde porselein.

## Sport
Bursaspor is de professionele voetbalclub van Bursa. De club speelt haar wedstrijden in het Bursa Atatürkstadion. Bursaspor werd in 2010 landskampioen van Turkije.

## Bezienswaardigheden
- Archeologisch museum
- Atatürk museum
- Emir sultan moskee
- Orhan Gazi moskee
- Ulu moskee
- Yeşil Türbe (de groene türbe, een türbe is een mausoleum)
- Groene moskee
- Muradiye complex (koninklijke graftombes en moskeeën uit de Ottomaanse tijd)

## Stedenbanden
Bursa heeft stedenbanden met de volgende steden:
| - Anshan (China), sinds 1991 - Antakya (Turkije), sinds 2010 - Ardahan (Turkije), sinds 2010 - Bachtsjysaraj (Oekraïne), sinds 2010 - Bayburt (Turkije), sinds 2010 - Bitlis (Turkije), sinds 2010 - Bitola (Macedonië), sinds 1996 - Büyükorhan (Turkije), sinds 2010 - Ciadîr-Lunga (Moldavië), sinds 1997 - Darmstadt (Duitsland), sinds 1971 - Denizli (Turkije), sinds 1988 - Gyeongsangbuk-do (Zuid-Korea), sinds 2011 - Kairouan (Tunesië), sinds 1987 - Keles (Turkije), sinds 2011 - Kınık (Turkije), sinds 2010 - Košice (Slowakije), sinds 2000 - Kulmbach (Duitsland), sinds 1998 | - Kütahya (Turkije), sinds 2010 - Lefkoşa (Noord-Cyprus), sinds 1990 - Muaskar (Algerije), sinds 1998 - Multan (Pakistan), sinds 1975 - Muş (Turkije), sinds 2010 - Oulu (Finland), sinds 1978 - Pleven (Bulgarije), sinds 1998 - Plovdiv (Bulgarije), sinds 1998 - Pristina (Kosovo), sinds 2010 - Qyzylorda (Kazachstan), sinds 1997 - Rabat (Marokko), sinds 2010 - Sarajevo (Bosnië en Herzegovina), sinds 1972 - Tiffin (Verenigde Staten), sinds 1983 - Tirana (Albanië), sinds 1998 - Tirilye (Turkije), sinds 2012 - Van (Turkije), sinds 2008 - Vinnytsja (Oekraïne), sinds 2004 |

## Geboren
- Sabiha Gökçen (1913-2001), luchtvaartpionier
- Muazzez İlmiye Çığ (1914-2024), historica
- Nilüfer Gürsoy (1921-2024), politica
- Vedat Okyar (1945-2009), voetballer en sportjournalist
- Eren Keskin (1959), advocaat en mensenrechtenactivist
- Emre Aşık (1973), voetballer
- Arda Kardeşler (1988), voetbalscheidsrechter
- Serkan Kurtuluş (1990), voetballer
- Enes Ünal (1997), voetballer